# Astrorhizidae
Die Astrorhizidae sind eine Familie gehäusetragender, meeresbewohnender Einzeller aus der Gruppe der Foraminiferen.

## Merkmale
Die Gehäuse sind frei oder am Untergrund befestigt und im Allgemeinen sehr groß, Zwischenwände fehlen oder sind nur im Zentrum teilweise vorhanden. Vom Zentrum gehen zwei oder mehr Arme aus, an deren Ende sich jeweils die Aperturen befinden. Die Außenwand des Gehäuses ist agglutiniert, also aus beliebigen, aus dem Sediment aufgenommenen und nur locker miteinander verkitteten Partikeln zusammengesetzt. Zusätzlich ist das Gehäuse von innen mit einer proteinbasierten Schicht ausgekleidet.

## Systematik
Die Familie ist seit dem mittleren Ordovizium fossil belegt. Sie wurde 1881 von Henry Bowman Brady erstbeschrieben und enthält die Gattungen:
- Astrorhiza
- Astrorhizoides
- Pelosina
- Radicula
- Saccodendron
- Amphifenestrella
- Causia
- Inauris
- Vanhoeffenella

## Nachweise
- Alfred R. Loeblich, Jr., Helen Tappan: Foraminiferal genera and their classification. E-Book des Geological Survey Of Iran, 2005, Online
- Barun K. Sen Gupta: Systematics of modern Foraminifera. In: Barun K. Sen Gupta (Hrsg.): Modern Foraminifera. Springer Netherlands (Kluwer Academic), 2002, ISBN 1-4020-0598-9, S. 23.